# JPH2
JPH2‏ (Junctophilin 2) هوَ بروتين يُشَفر بواسطة جين JPH2 في الإنسان.